# Griffon belga
Griffon belga[Nota] (em alemão:  Griffon belge) é uma raça distinta do pequeno brabançon e do griffon de Bruxelas em sua terra natal, apesar de tratadas como a mesma em outros países. Originalmente rateiros, passaram ao posto de cães de companhia, em parte devido a seu temperamento classificado como dóci e tolerante com crianças e outros animais. O belga, resultante dos cruzamentos entre o griffon d'écurie e o spainel inglês no século XIX, perdeu seu instinto de caçador de ratos e adquiriu um porte visto como elegante, de pêlo curto e duro.